# Izi
izi는 대한민국의 록밴드이다. 보컬 오진성, 기타 이동원, 베이스 신승익, 드럼 김준한으로 이루어져 있다.
2002년 언더그라운드 라이브 클럽에서 첫 데뷔 이후 2005년 음반 Izi Vol.1 - Modern Life... And... With Izi...로 정식 데뷔하였다. 노래 "응급실"로 잘 알려져 있다.

## 음반 목록
- Izi Vol.1 - Modern Life... And... With Izi... (2005)